# Mirosternus pallidicornis
Mirosternus pallidicornis är en skalbaggsart som beskrevs av Perkins 1910. Mirosternus pallidicornis ingår i släktet Mirosternus och familjen trägnagare. Inga underarter finns listade i Catalogue of Life.